# Stazione di Torre Annunziata Oplonti
La stazione di Torre Annunziata Oplonti è una stazione ferroviaria gestita dall'Ente Autonomo Volturno sita nel comune di Torre Annunziata. Rappresenta il punto di incontro tra la linea Napoli-Poggiomarino e la diramazione per Sorrento, entrambe parte della ferrovia Circumvesuviana.

## Storia
La stazione venne inauguarata, contestualmente insieme alla ferrovia Napoli-Pompei-Poggiomarino, il 28 dicembre 1904: al momento dell'apertura venne denominata Torre Annunziata.
Nel 1934, con la messa in servizio della diramazione per Castellammare di Stabia, la stazione divenne bivio tra le due linee: fu proprio in questo periodo che, in previsione del completamento della linea fino a Sorrento, venne ampliato il fascio binari. Il 6 gennaio 1948 entrò in funzione il raddoppio del binario fra Ercolano e Torre Annunziata: nello stesso anno entrò in servizio il nuovo fabbricato viaggiatori. Durante gli anni 1970 ebbe luogo un'altra fase di ammodernamento che portò all'innalzamento delle banchine. 
Negli anni 1990 furono avviati lavori di rifacimento dei binari, con la sostituzione dei ponti sull'Autostrada A3 e il raddoppio dei binari tra Torre Annunziata e Pompei Scavi: in questi anni la stazione cambiò nome in Torre Annunziata Oplonti, vista la vicinanza con gli scavi archeologici di Oplonti. 

## Struttura
Il fabbricato viaggiatori, privo di particolari pregi architettonici, offre alcuni servizi come biglietteria e sala d'attesa.
All'interno della stazione si contano 6 binari passanti, tutti muniti di banchina con pensiline in muratura e collegati tramite sottopassaggio. Solamente 5 sono i binari usati per il servizio passeggeri mentre il sesto è solitamente utilizzato per il ricovero di alcuni carri di manutenzione. La stazione non dispone di scalo merci ed è sede di una sottostazione elettrica.

## Movimento
Nella stazione effettuano fermata tutti i treni in transito con destinazioni per Napoli Porta Nolana, Sorrento e Poggiomarino; è altresì capolinea di corse da e per Napoli Porta Nolana.

## Servizi
La stazione dispone di:
- Biglietteria
- Sottopassaggio
- Servizi igienici
- Bar

## Interscambi
La stazione dispone di:
- Stazione taxi